# Filtre modal

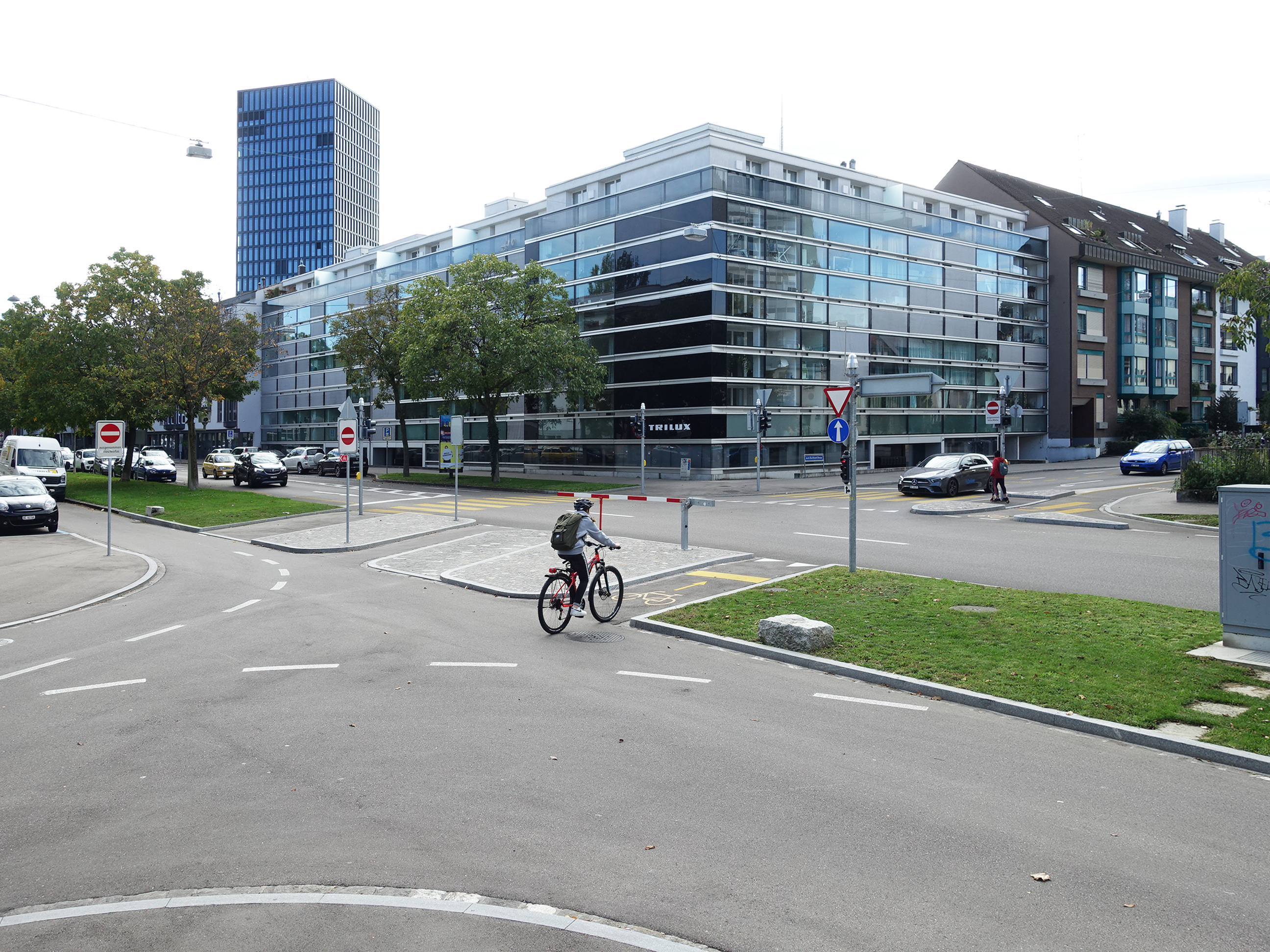
Un filtre modal à Bâle, Suisse.

Un filtre modal, est une conception de route qui limite le passage de certains types de véhicules. Le filtrage modal est souvent utilisé pour aider à créer des quartiers apaisés dans le cadre de changements du plan de circulation d'un quartier ou d'une ville. Dans ce cadre, il est souhaité supprimer le trafic automobile des rues résidentielles , et le réorienter sur des axes de transit.
Les filtres modaux sont utilisés pour maintenir une perméabilité pour certains modes de transports uniquement : marche, vélo, transports en commun et services urbains et de secours. Ils visent à décourager l'usage de la voiture pour de petits trajets et à encourager la marche et le vélo.
Les filtres modaux peuvent être mis en œuvre grâce à l'utilisation de barrières telles que potelets, des barrières et des jardinières, ou tout autre dispositif permettant d’empêcher physiquement la circulation automobile. Ces dispositifs sont généralement mis en œuvre pour des phases transitoires ou de test.
Des filtres modaux peuvent aussi être mis en œuvre virtuellement grâce à l'utilisation de caméras de reconnaissance automatique des plaques d'immatriculation. Des panneaux de signalisation ou des marquages au sol peuvent accompagner ces dispositifs et permettre l'accès à certains usagers (résidents, services urbains ou de secours).

## Galerie

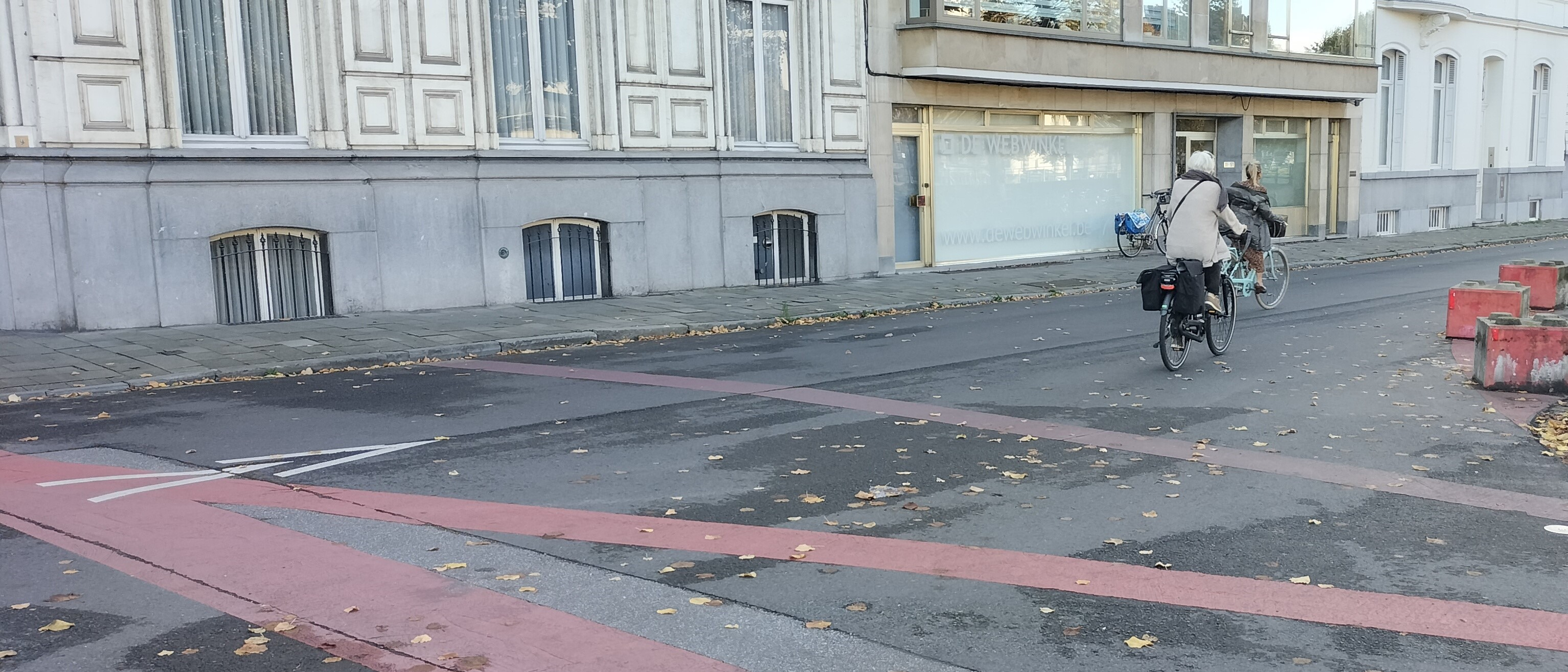
Filtre modal à Gand, Coupure Links
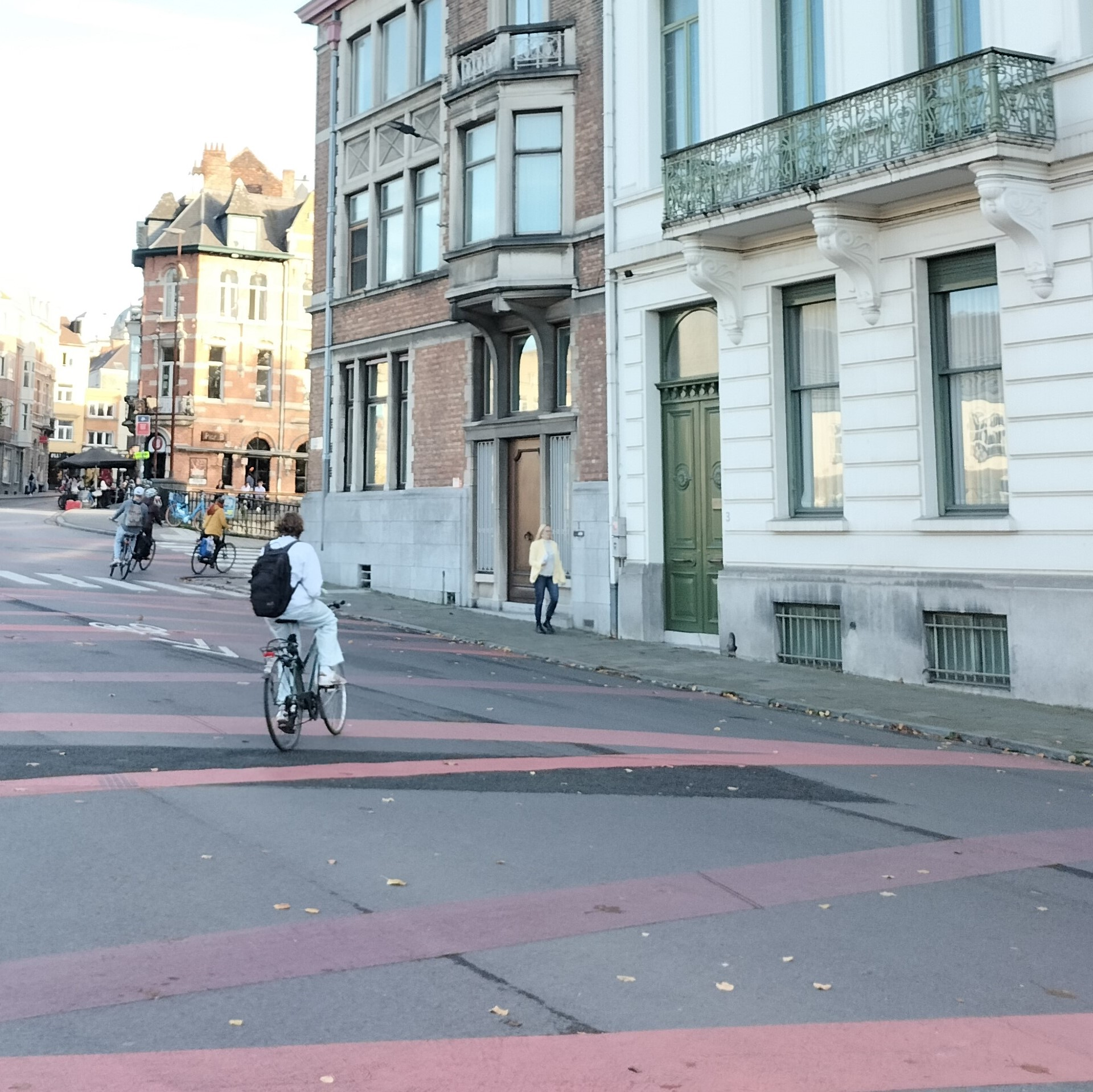
Filtre modal à Gand, Coupure Links
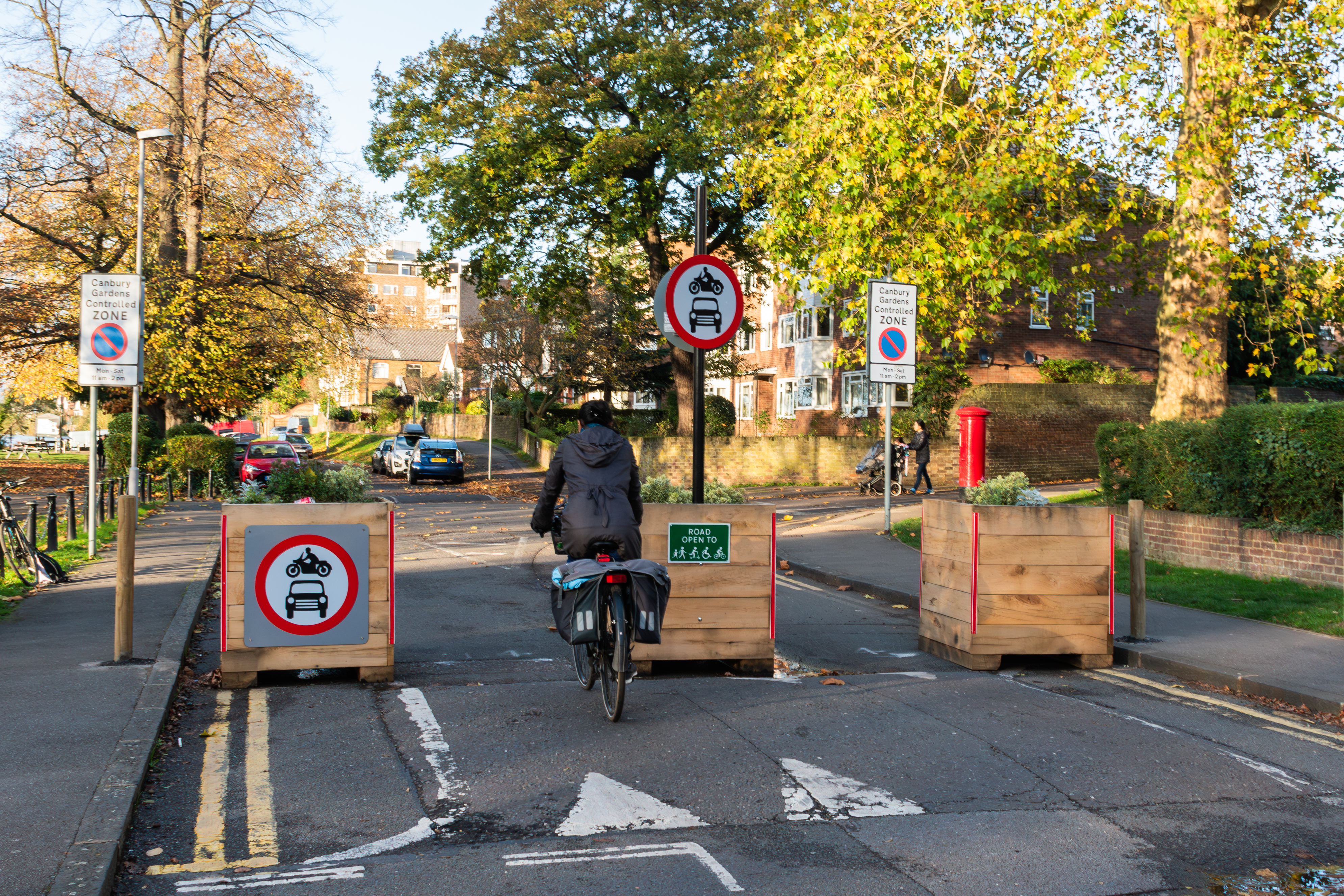
Un essai de filtre modal utilisant des bac plantés aisément déplaçables à Londres.
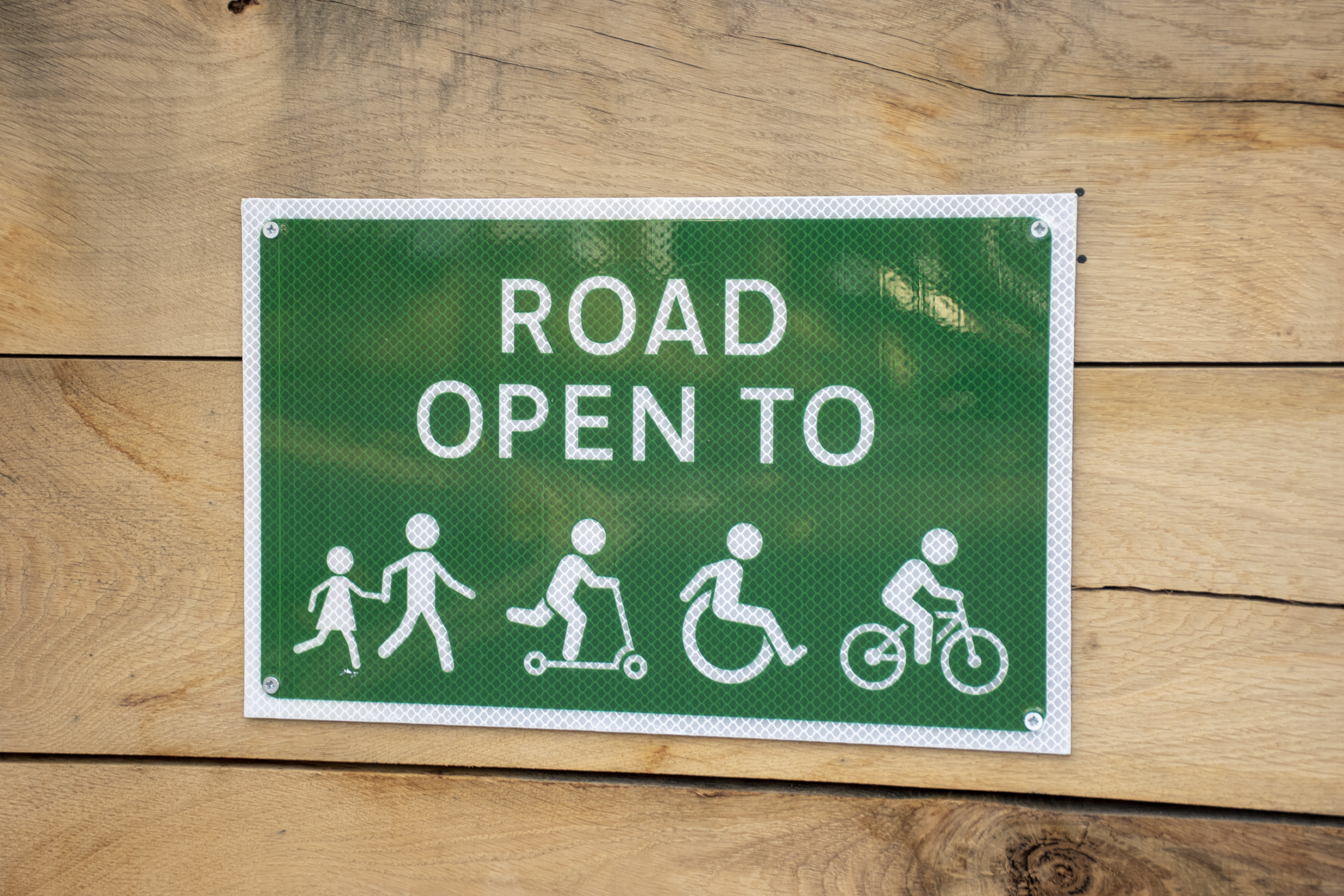
La signalisation associée à un filtre modal expliquant les types de véhicules autorisés à traverser le filtre modal.